# Kimberley Le Court Pienaar
Mary Patricia Kimberley Pienaar-Le Court de Billot (Curepipe, 23 maart 1996) is een Mauritiaans wielrenster die vanaf 2024 voor AG Insurance-Soudal rijdt. Ze doet zowel aan wegwielrennen als aan mountainbiken. In die laatste discipline won ze in 2019 twee medailles op de Afrikaanse Spelen voor Mauritius. Eerder, in 2015, won ze al de wegrit op de Afrikaanse Spelen.

## Palmares
2015
 Afrikaanse spelen, wegrit
2016
 Mauritiaans kampioen op de weg, Elite
 Afrikaanse kampioenschappen wielrennen op de weg, Elite
2017
 Afrikaanse kampioenschappen wielrennen op de weg, wegrit, Elite
2019
 Mauritiaans kampioen op de weg, Elite
 Afrikaanse spelen, marathon
 Afrikaanse spelen, cross-country
2022
 Afrikaanse kampioenschappen wielrennen op de weg, Mixed Relay ploegentijdrit, Elite
 Afrikaanse kampioenschappen wielrennen op de weg, ploegentijdrit, Elite
 Afrikaanse kampioenschappen wielrennen op de weg, wegrit, Elite
2023
 Afrikaanse kampioenschappen wielrennen op de weg, Mixed Relay ploegentijdrit, Elite
 Afrikaanse kampioenschappen wielrennen op de weg, ploegentijdrit, Elite
 Afrikaanse kampioenschappen wielrennen op de weg, tijdrit, Elite
2024
 Mauritiaans kampioen op de weg, Elite
 Mauritiaans kampioen tijdrijden, Elite
8e etappe Ronde van Italië
2025
Luik-Bastenaken-Luik
1e etappe Ronde van Groot-Brittannië
 Mauritiaans kampioen tijdrijden, Elite
 Mauritiaans kampioen op de weg, Elite
5e etappe Ronde van Frankrijk

### Resultaten in voornaamste wedstrijden
| Jaar | Ronde van Italië | Ronde van Frankrijk | Ronde van Spanje |
| ---- | ---------------- | ------------------- | ---------------- |
| 2015 |                  |                     |                  |
| 2016 | opgave           |                     |                  |
| 2017 |                  |                     |                  |
| 2018 |                  |                     |                  |
| 2019 |                  |                     |                  |
| 2020 |                  |                     |                  |
| 2021 |                  |                     |                  |
| 2022 |                  |                     |                  |
| 2023 |                  |                     |                  |
| 2024 | 18e (1)          | 36e                 |                  |
| 2025 |                  | 16e (1)             |                  |

| Jaar | Milaan-San Remo | Gent-Wevelgem | Ronde van Vlaanderen | Parijs-Roubaix | Amstel Gold Race | Luik-Bast.‑Luik | Waalse Pijl | Classic Brugge-De Panne | Trofeo Alfredo Binda |  | WK op de weg |
| ---- | --------------- | ------------- | -------------------- | -------------- | ---------------- | --------------- | ----------- | ----------------------- | -------------------- |  | ------------ |
| 2015 |                 |               |                      |                |                  |                 |             |                         |                      |  |              |
| 2016 |                 |               |                      |                |                  |                 | 117e        |                         |                      |  |              |
| 2017 |                 |               |                      |                |                  |                 |             |                         |                      |  |              |
| 2018 |                 |               |                      |                |                  |                 |             |                         |                      |  |              |
| 2019 |                 |               |                      |                |                  |                 |             |                         |                      |  |              |
| 2020 |                 |               |                      |                |                  |                 |             |                         |                      |  |              |
| 2021 |                 |               |                      |                |                  |                 |             |                         |                      |  |              |
| 2022 |                 |               |                      |                |                  |                 |             |                         |                      |  |              |
| 2023 |                 |               |                      |                |                  |                 |             |                         |                      |  | 64e          |
| 2024 |                 | 13e           | 23e                  | 10e            | opgave           |                 |             | 9e                      | 11e                  |  |              |
| 2025 | 5e              |               | 5e                   |                | 31e              | ↑               | 6e          |                         |                      |  |              |

## Ploegen
- 2015 –  Matrix Fitness (vanaf 1 juni)
- 2016 –  Bizkaia-Durango
- 2024 –  AG Insurance-Soudal Team
- 2025 –  AG Insurance-Soudal Team

## Privé
Eind 2023 trouwde Le Court de Billot met de Zuid-Afrikaan Ian Pienaar, waarna ze zijn naam aannam.
Benito · Bentveld (vanaf 24/4-tot 13/9) · Boogaard · Borgström · De Schepper (vanaf 14/6) · Ghekiere · Gigante · Goossens · Le Court · Louw · Masetti · Moolman-Pasio · Pluimers · Rijnbeek · Steigenga · Van de Velde · Wollaston
Bastiaenssen · Benito · Bentveld · Borgström · Bossuyt (vanaf 14/6) · Castrique · De Schepper · Ghekiere · Gigante · Goossens · Le Court · Louw · Manly · Masetti · Moolman-Pasio · Pluimers · Steigenga · Van de Velde · Verhulst-Wild · Žigart